# Арка, Хулио
Хулио Андрес Арка (исп. Julio Andrés Arca; 31 января 1981, Кильмес) — аргентинский футболист, атакующий полузащитник. Выступал за молодёжную сборную Аргентины. Итальянское происхождение позволило Арке получить гражданство в Италии.

## Карьера

### Начало карьеры
Хулио Арка, сын директора банка, начал свою карьеру в возрасте 13 лет в клубе «Архентинос Хуниорс», а в 1998 году он дебютировал в первой команде клуба.

### «Сандерленд»
В июле 2000 года Арка был куплен английским клубом «Сандерленд» за 3,5 млн фунтов, что стало второй по стоимости покупкой в истории клуба, выдержавшего конкуренцию в гонке за молодым талантом со стороны «Ньюкасл Юнайтед» и «Лидс Юнайтед». До переезда в Англию Арка играл на позиции левого защитника, но после прихода в «Сандерленд» стал играть в центре поля. Первый сезон у Арки сложился удачно, он провёл 27 матчей и забил 1 мяч, являясь твёрдым игроком основного состава. Но в следующем сезоне он получил травму, долго восстанавливался и, хотя и провёл 21 матч, в половине из них выходил на поле со скамейки запасных. В сезоне 2003/04 «Сандерленд» вылетел из Премьер-Лиги, косвенной причиной тому стал Арка, получивший тяжелейшую травму, из-за которой он не играл с февраля. Однако уже через год «Сандерленд» вернулся в высший дивизион, во многом благодаря Арке, полностью вылечившемуся, которого признали лучшим игроком клуба в сезоне. Но в сезоне 2005/06 «Сандерленд» вновь вылетел из высшего английского дивизиона и аргентинец не захотел продлевать контракт с командой.

### «Мидлсбро»
26 июля 2006 года Арка перешёл в «Мидлсбро», подписав контракт с клубом на 5 лет. «Сандерленду» за футболиста было выплачено 1,75 млн фунтов. Клуб захотел приобрести игрока ещё в прошлом сезоне, когда в очной встрече Арка забил «Мидлсбро» гол со штрафного. Дебют Арки в команде вышел удручающим: в одном из первых же матчей он сломал палец ноги, но после восстановления начал показывать высокий класс игры, действуя на позиции атакующего полузащитника. Первый гол за новый клуб Арка забил в декабре 2006 года в ворота «Чарльтон Атлетик». Поклонники же «Сандерленда», бывшего клуба Арки, не забыли своего кумира и тепло приветствовали его на дерби с «Мидлсбро» в 2007 году. В январе 2008 года Арка был назначен капитаном «Мидлсбро», однако через несколько матчей сложил с себя капитанские полномочия, передав их австрийскому защитнику Эмануэлю Погатецу.
По окончании сезона 2008/09 «речники» вылетели из элиты и пресса настойчиво сватала аргентинца в клубы Премьер-Лиги, но Хулио предпочел остаться на «Риверсайде». Новый футбольный год Арка провел на приличном уровне, сыграв в 34 матчах Чемпионшипа. Тем не менее, это не помогло «Мидлсбро» вернуться в Премьер-Лигу.
Сезон 2010/11 аргентинец также провел на высоком уровне. 11 декабря 2010 года он точным ударом с пенальти приносит «Боро» победу над «Кардифф Сити» (1:0), забив свой первый гол за последние три года в Лиге. Неделей позже Арка записал на свой счёт второй мяч, поразив ворота «Халл Сити».
25 апреля в матче против «Ковентри Сити» Арка отмечается третьим голом в сезоне, однако получает травму и улетает лечиться на родину в Аргентину, досрочно завершив сезон. Существовала вероятность, что Хулио больше не вернется в «Мидлсбро», ввиду того, что летом у него заканчивался контракт. В числе соискателей услуг полузащитника значились «Бока Хуниорс», «Уиган» и «Лидс», но в августе аргентинец возвращается в расположение «Боро» и вскоре подписывает с клубом новый двухлетний контракт, при этом пойдя на значительное понижение зарплаты.
Возвращение Арки на поле состоялось 13 августа в гостевой игре против «Лидса». Аргентинец вышел на замену во втором тайме и отметился голевой передачей на Марвина Эмнеса, мяч которого стал победным (1:0). По итогам сезона 2011/12 Арка сыграл 28 матчей, отметившись ещё несколькими голевыми передачами.
Сыграв на старте сезона 2012/13 всего в 3 играх, в октябре Хулио была сделана операция на больной ноге. Однако вернувшись к тренировкам, аргентинец продолжал испытывать боли в прооперированном пальце. 23 апреля 2013 года контракт Арки с «Мидлсбро» по обоюдному согласию был расторгнут и футболист для дальнейшей реабилитации вернулся в Аргентину.

## Статистика выступлений
| Сезон     | Клуб               | Чемпионат | Чемпионат | Кубок | Кубок | Кубок Лиги | Кубок Лиги |
| Сезон     | Клуб               | Игры      | Голы      | Игры  | Голы  | Игры       | Голы       |
| --------- | ------------------ | --------- | --------- | ----- | ----- | ---------- | ---------- |
| 1998-1999 | Архентинос Хуниорс | 17        | 0         | ?     | ?     |            |            |
| 1999-2000 | Архентинос Хуниорс | 19        | 0         | ?     | ?     |            |            |
| 2000-2001 | Сандерленд         | 27        | 1         | 1     | 0     | 2          | 1          |
| 2001-2002 | Сандерленд         | 22        | 1         | 1     | 0     | 1          | 0          |
| 2002-2003 | Сандерленд         | 13        | 0         | 4     | 1     | 1          | 1          |
| 2003-2004 | Сандерленд         | 31        | 4         | 6     | 2     | 0          | 0          |
| 2004-2005 | Сандерленд         | 40        | 9         | 1     | 0     | 1          | 0          |
| 2005-2006 | Сандерленд         | 24        | 1         | 2     | 1     | 0          | 0          |
| 2006-2007 | Мидлсбро           | 21        | 2         | 7     | 1     | 0          | 0          |
| 2007-2008 | Мидлсбро           | 24        | 2         | 5     | 0     | 0          | 0          |
| 2008-2009 | Мидлсбро           | 18        | 0         | 3     | 0     | 0          | 0          |
| 2009-2010 | Мидлсбро           | 34        | 0         | 1     | 0     | 1          | 0          |
| 2010-2011 | Мидлсбро           | 32        | 3         | 1     | 0     | 2          | 1          |
| 2011-2012 | Мидлсбро           | 28        | 0         | 1     | 0     | 2          | 0          |
| 2012-2013 | Мидлсбро           | 1         | 0         | 0     | 0     | 2          | 0          |

## Достижения
- Чемпион мира U-21: 2001
- Победитель Футбольной лиги Англии: 2004/2005